# La signorina (film 1942)
La signorina è un film del 1942 diretto da László Kish.

## Trama
La giovane figlia di un libertino viene affidata alle cure di un romanziere, il quale accetta di farle da padre. Il romanziere trova anche un ragazzo adatto a lei come marito ma poi scopre che è l'amante della sua donna. 
Nonostante questi e altri colpi di scena il lieto fine vede l'amore sbocciare tra la pupilla e il suo tutore.

## Manifesti e locandine
I manifesti del film per l'Italia vennero realizzati dal pittore cartellonista Anselmo Ballester